# Ella Ehlers
Ernestine Ella Ehlers, geborene Schimpf (* 30. Mai 1904 in Dresden; † 9. April 1985 in Bremen) war Kindergärtnerin und eine deutsche Politikerin.

## Leben
Ella Schimpf stammt aus einer sozialistischen Arbeiterfamilie aus Dresden und Leipzig.
Sie erlernte den Beruf einer Kindergärtnerin. Von 1924 bis 1928 war sie als Kindergärtnerin auf dem Barkenhoff in Worpswede tätig, nachdem der Künstler Heinrich Vogeler nach dem Ersten Weltkrieg das Kinderheim der Roten Hilfe überlassen hatte. Hier lernte sie auch 1926 den Sekretär der Roten Hilfe Adolf Ehlers (1898–1978) kennen. Sie ging 1928 nach Berlin. Beide Ehlers waren Mitglieder der KPD.
Ehlers leitete von 1929 bis 1931 ein Kinderheim der Roten Hilfe in Thüringen. Nach der Machtübernahme der NSDAP wurde die Rote Hilfe wie alle Organisationen der Arbeiterbewegung verboten und zerschlagen.
1929 wurde Adolf Ehlers als Rechter aus der KPD ausgeschlossen. Das Paar zog wieder nach Bremen. Ella Ehlers besuchte die Handelsschule in Bremen und wurde Kontoristin in einer Kaffeefirma. Das Paar schloss sich 1932 der Sozialistischen Arbeiterpartei Deutschlands (SAPD) – eine linke Abspaltung der SPD – an. In der Wohnung der Ehlers fanden die konspirativen Treffen der SAPD statt. Ella Ehlers leitete in der Zeit des Nationalsozialismus illegale Kurierdienste zu den noch bestehenden Gruppierungen der SAPD und des Widerstandes. Sie war seit dem 22. Juni 1937 mit Ehlers verheiratet. Die Eheschließung fand in Bremen statt.
Nach der Befreiung von 1945 traten die Ehlers zunächst der KPD wieder bei. Sie wechselten bereits 1946 zur SPD über. Adolf Ehlers wurde 1946 Senator und ab 1959 zusätzlich Bürgermeister von Bremen. Ella Ehlers war beim Aufbau mehrerer Hilfsorganisationen tätig u. a. beim Bremer Arbeiterhilfswerk und für verschiedene soziale Einrichtungen und Heime. Ab 1964 war sie Vorsitzende des Landesausschusses der Arbeiterwohlfahrt (AWO) in Bremen.
Ella Ehlers starb am 9. April 1985 zwischen 00:01 Uhr und 23:59 Uhr in ihrer Wohnung in der Gevekohtstraße 10 in Bremen im Alter von 80 Jahren. Sie liegt auf dem Riensberger Friedhof in Bremen-Schwachhausen begraben.

## Ehrungen
- Großes Verdienstkreuz der Bundesrepublik Deutschland, 1978[4]
- Das Ella-Ehlers-Haus, ein Sozialzentrum in Gröpelingen im Bremer Westen, wurde nach ihr benannt.
- Im Bremer Stadtteil Neustadt wird eine Straße nach ihr benannt werden.[5]
- Die Marie-Juchacz-Plakette der Arbeiterwohlfahrt wurde ihr 1980 verliehen.